# Appie Kim
Appie Kim is een Nederlandse krantenstrip en tekststrip die werd geschreven en getekend door Joop Du Buy, een tekenaar uit de studio van Marten Toonder. De strip werd op 25 augustus 1949 aangekondigd in de communistische krant De Waarheid en het eerste verhaal Appie Kim en zijn avonturen met de Griezel-club verscheen vanaf de volgende dag in die krant. Strip liep tot en met 22 augustus 1951. 
De strip speelde aanvankelijk in de Middeleeuwen, maar Du Buy gebruikte in zijn verhalen bewust anachronismes, zoals een telefoon, auto's en een politiecommissaris. Aan het einde van het verhaal Appie Kim en de roofridders werd het verhaal naar de toenmalige huidige tijd verplaatst.
De naam 'Appie Kim' is ontleend aan de bargoense uitdrukking voor 'in orde'.

## Verhalen
Er verschenen in totaal zeven verhalen:
| Nummer | Titel                                           | Publicatie                                                             |
| ------ | ----------------------------------------------- | ---------------------------------------------------------------------- |
| 1      | Appie Kim en zijn avonturen met de Griezel-club | De Waarheid, 26-08-1949 t/m 03-11-1949, 60 stroken, genummerd 1-60     |
| 2      | Appie Kim op het eiland Raredonië               | De Waarheid, 04-11-1949 t/m 28-02-1950, 100 stroken, genummerd 61-160  |
| 3      | Appie Kim en de roofridders                     | De Waarheid, 01-03-1950 t/m 11-07-1950, 109 stroken, genummerd 161-269 |
| 4      | Appie Kim en de valse meesters                  | De Waarheid, 24-07-1950 t/m 07-11-1950, 92 stroken, genummerd 270-361  |
| 5      | Appie Kim en het spookkasteel                   | De Waarheid, 08-11-1950 t/m 28-02-1951, 93 stroken, genummerd 362-455  |
| 6      | Appie Kim en de hefkat                          | De Waarheid, 01-03-1951 t/m 12-06-1951, 85 stroken, genummerd 456-540  |
| 7      | Appie Kim en ’t Genootschap der Stilte          | De Waarheid, 13-06-1951 t/m 22-08-1951, 61 stroken, genummerd 541-601  |

Daarnaast verscheen van 12 maart 1950 t/m 13 juli 1950 en 15 t/m 22 juli 1950 het vakantieverhaal Appie Kim in het Amsterdamse Bos, een tekstverhaal met negen illustraties.